# نانسي غاردن
نانسي غاردن (بالإنجليزية: Nancy Garden)‏ هي كاتبة للأطفال وكاتِبة أمريكية، ولدت في 15 مايو 1938 في بوسطن في الولايات المتحدة، وتوفيت في 23 يونيو 2014 في كارليلس في الولايات المتحدة.

## وصلات خارجية
- الموقع الرسمي